# مسجد كامبونج كيودانج
مسجد كامبونج كيودانج يقع المسجد في منطقة كامبونج كيودانج، والتي تبعد حوالي اثنين وعشرين كيلومتر من بيكان توتونج في بروناي.

## البناء
تم بناء مسجد كامبونج كيودانج في شهر يونيو حزيران من عام 1971، مع نفقات قدرت بمبلغ 24،000.00 دولار، وكان المبلغ ناتج عن التبرعات العامة ومساعدة من حكومة سلطان بروناي دار السلام.

## الافتتاح
افتتح مسجد كامبونج كيودانج رسميا من قبل معالي الحاج عبد العزيز بن بيغاوان بيهين داتو سيري الخطيب بادوكا حاج عمر الأمين بالإنابة لحكومة بروناي دار السلام في ذلك الوقت، يوم الثلاثاء العشرين من شهر ذو القعدة عام 1392 هـ الموافق السادس والعشرين من شهر ديسمبر من عام 1972.

## استيعاب المسجد
تبلغ قدرة مسجد كامبونج كيودانج الاستيعابية ما يصل إلى 300 مصلي في وقت واحد، ومن بين التسهيلات المتاحة في المسجد وجود مكتبات صغيرة وغرفة متعددة الأغراض.